# Zbigniew Żuk
Zbigniew Żuk (* 1955) ist ein polnischer Hornist.

## Leben
Żuk studierte an der Musikakademie Łódź bei Edwin Golnik. Nach seinem Studium war er 1. Hornist im Philharmonischen Orchester Lodz, dem Polnischen Kammerorchester und der Warschauer Kammeroper. Seit Ende 1982 hatte er die Position des Solohornisten im Bremerhaven Stadtorchester.
Daneben hatte er seit 1987 auch viele Soloauftritte in Polen, Deutschland, Holland und den USA mit dem Meisterkammerorchester, dem Polnischen Kammerorchester, den Baltischen Virtuosen, dem Mozartorchester Hamburg, dem Leopoldinum Orchester und anderen Ensembles.

## Preise
- 1976: 2. Preis am Internationalen Hornwettbewerb in Pabianice (Polen)

## Aufnahmen
- Baroque & classical horn concertos. Bremerhaven [2000]
- Dumki, Vl Vc Kl, B 166 Piano trio op. 90 von Antonín Dvořák. – Bremerhaven [2000]
- Frantic squirrel. Bremerhaven [2000]
- Horn sonatas – Bremerhaven [2000]
- Horn quintets. Bremerhaven [2000]
- Beau soir. Bremerhaven. [2001]
- La Fiesta – Live recording. Bremerhaven [2001]
- Sonaten, Vc Kl, op. 38 – Sonata no. 1 in E minor, op. 38 von Johannes Brahms. – Bremerhaven [2001]
- Double bass recital; [2004]
- Quartette, Vl 1 2 Va Vc H 3, 39 – Streichquartett C-Dur op. 33 Nr. 3 Hob. III:39 von Joseph Haydn. [2004]

## Quelle
- waltornia.pl

| Personendaten    | Personendaten      |
| ---------------- | ------------------ |
| NAME             | Żuk, Zbigniew      |
| KURZBESCHREIBUNG | polnischer Hornist |
| GEBURTSDATUM     | 1955               |